# Adolf Rösti
Adolf Rösti detto Adi (Adelboden, 30 agosto 1947) è un ex sciatore alpino svizzero.

## Biografia
Specialista delle prove tecniche, in Coppa del Mondo Rösti esordì il 29 gennaio 1967 a Megève in slalom speciale (30º), ottenne il primo piazzamento a punti il 5 gennaio 1970 sul difficile tracciato Chuenisbärgli di Adelboden, arrivando 10º in slalom gigante, e salì per la prima volta sul podio il 24 gennaio 1972 nelle medesime località e specialità, giungendo 2º dietro al compagno di squadra Werner Mattle; nella stessa stagione venne convocato per i XI Giochi olimpici invernali di Sapporo 1972, sua unica presenza olimpica, dove si classificò 15º nello slalom speciale e non concluse lo slalom gigante. In Coppa del Mondo colse l'ultimo podio il 12 marzo 1973 a Naeba in slalom gigante classificandosi 3º, alle spalle del norvegese Erik Håker e dell'austriaco Hansi Hinterseer, l'ultimo piazzamento a punti tre giorni dopo nello slalom speciale disputato nella medesima località (6º) e prese per l'ultima volta il via il 9 marzo 1974 a Vysoké Tatry in slalom gigante (17º)

## Palmarès

### Coppa del Mondo
- Miglior piazzamento in classifica generale: 12º nel 1973
- 4 podi (tutti in slalom gigante):
  - 3 secondi posti
  - 1 terzo posto

### Campionati svizzeri
- 1 oro (slalom gigante nel 1973)[senza fonte]